# Rochet (motorfiets)

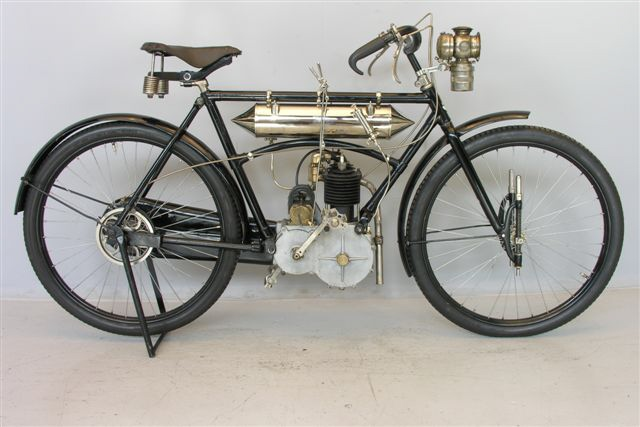
Deze Rochet 2 pk (ca. 200 cc) uit 1906 had al een gesloten kettingkast en een verende voorvork

Rochet is een historisch Frans motorfietsmerk, gebouwd door Compagnie Générale des Cycles et Automobiles, later Société Rochet, Parijs, later Albert (Somme) (1899-1913).
Rochet bouwde eerst tricycles met De Dion-Bouton-motor en vanaf 1902 motorfietsen. In 1903 leverde men 1¾- en 2½ pk modellen met twee versnellingen. Rochet gebruikte toen zijklepmotoren van eigen makelij en in 1906 verscheen de eerste tweecilinder, het model MG. Dit was een staande tandem twin van 540 cc, terwijl de meeste klanten de voorkeur gaven aan de V-twins van Peugeot of Griffon. Rochet vergrootte de cilinderinhoud in 1908 tot 654 cc, maar het merk verdween waarschijnlijk in 1913 van de markt.
Rochet werkte nauw samen met andere merken. Het model MB (1902) werd ook door H. Petit verkocht, het model MC (1906) zelfs door Petit gebouwd en de modellen ME en MF (1906/1907) werden ook onder de naam Roland verkocht. Het model MH was weer een door Rochet in licentie gebouwde Bruneau met kettingaandrijving en waterkoeling. 